# Holms kyrka, Uppland

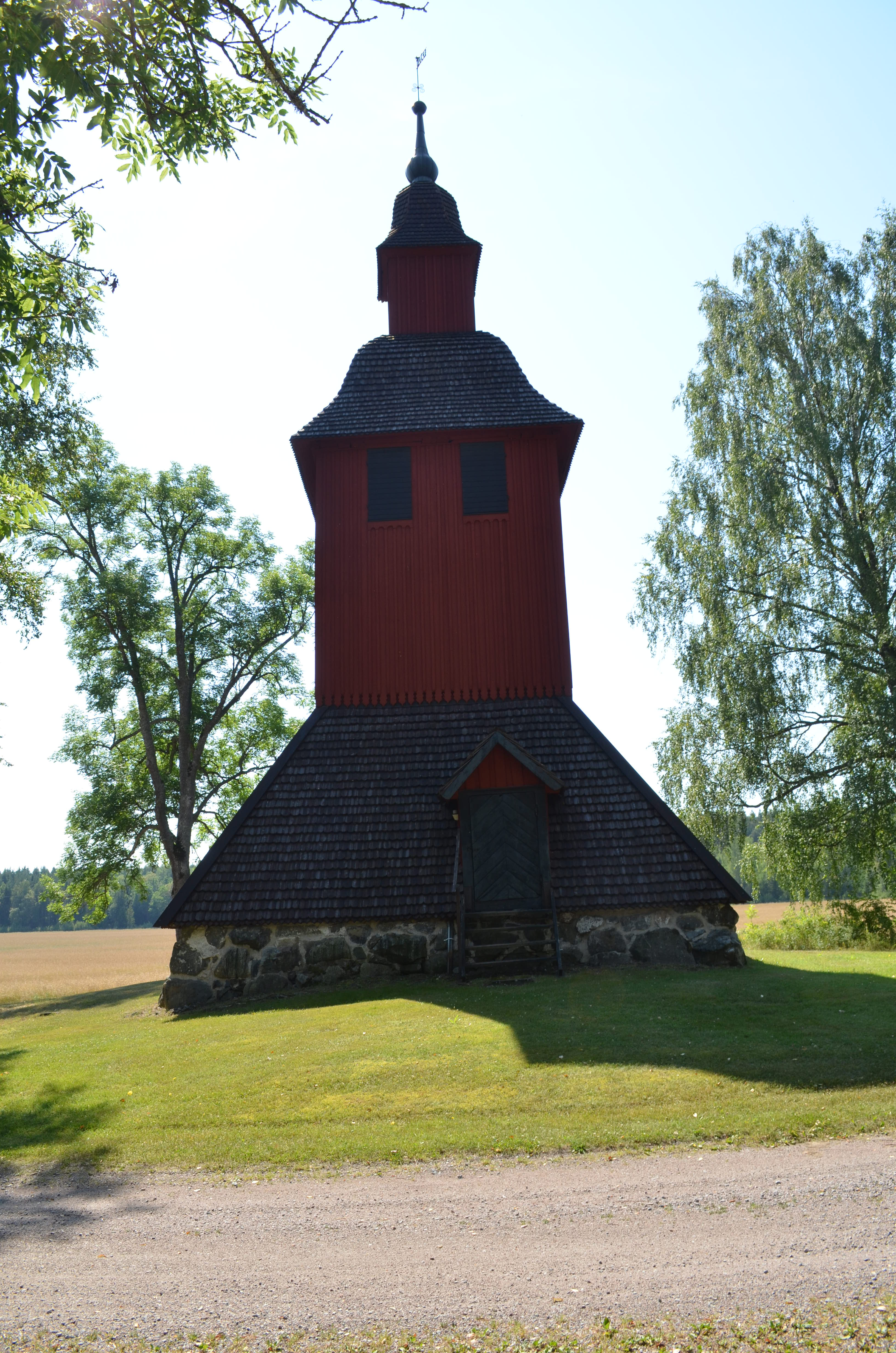
Holms kyrkas klockstapel

Holms kyrka är en kyrkobyggnad som tillhör Lagunda församling i Uppsala stift. Den ligger mellan Lårstaviken och Gorran vid Mälaren, 17 kilometer norr om Bålsta i Uppland. Kyrkan ligger i Sveriges troligen minsta socken, Holms socken, och hör nära samman med Sjöö slott, vars ägare var patronus.

## Kyrkobyggnaden
Rester av en medeltida kyrka ingår i den nuvarande. Kyrkan är uppförd 1678 i italiensk stil, har rektangulär plan och valmat sadeltak. Arkitekten kan vara Nicodemus Tessin d.ä. eller möjligen Mathias Spieler som fanns på plats för att leda arbetena med slottets uppförande. Eftersom kyrkan brunnit två gånger, 1723 och 1822, återstår i princip bara murarna av 1600-talskyrkan. Sitt nuvarande exteriöra utseende fick kyrkan efter branden 1822. Inredningen är från 1720-talet. Ny sakristia inreddes 1840. Kyrkan reparerades 1950 då den var i dåligt skick efter att i många år använts som sädesmagasin.

## Inventarier
- Ovanför altaret står predikstolen och ovanför predikstolen står en liten orgel från 1600-talet som skänktes till kyrkan 1752.
- Ovanför mittgången hänger en 16-armad ljuskrona från omkring år 1700.

## Orgel
- Orgelbyggaren Lars Ersson, Enköping bygger ett orgel till kyrkan. Det förstörs i en brand 1723.
- 1754 byggde Carl Holm, Uppsala en orgel med 6 stämmor. Fasaden från denna orgel finns bevarad i koret,  på en läktaren över altarpredikstolen. Nästan alla orgelpipor har gått förlorad under tiden då kyrkan stod öde.
- 1889: Firma P L Åkerman & Lund, Stockholm, levererar 1889 ett mekaniskt 4-stämmigt positiv med bihangspedal. Orgeln har ett tonomfång på 54/27 och slejflådor. Fasaden är från 1889.

Disposition:
| Manual        | Pedal        |
| Principal 8'  | bihängd      |
| Salicional 8' |              |
| Borduna 8'    | Koppel       |
| Oktava 4'     | Manual/pedal |

### Webbkällor
- anläggningspresentation
- Wikimedia Commons har media som rör Holms kyrka, Uppland.